# Canta Dominguinhos
Canta Dominguinhos é um álbum da banda Mastruz com Leite, lançado em 1998.

## Faixas
1. Bota Severina pra Moer
2. Doidinho, Doidinho
3. Forró do Quem Quer
4. Amigo Velho Tocador
5. Chameguinho
6. Riso Cristalino
7. Pode Morrer Nessa Janela
8. Eu Me Lembro
9. Dançador Ruim
10. Gostoso Demais
11. Isso Aqui Tá Bom Demais
12. Quando Chega o Verão
13. Anjo da Guarda
14. De Volta pro Aconchego